# کاروانسرای ظفر قند
کاروانسرای ظفر قند مربوط به دوره صفوی است و در شهرستان اردستان، بخش مرکزی، روستای ظفر قند واقع شده و این اثر در تاریخ ۳۰ تیر ۱۳۸۴ با شمارهٔ ثبت ۱۲۲۳۵ به‌عنوان یکی از آثار ملی ایران به ثبت رسیده است.